# Nindaongo
Nindaongo är en ort i Burkina Faso.   Den ligger i provinsen Gnagna Province och regionen Est, i den centrala delen av landet, 170 km nordost om huvudstaden Ouagadougou. Nindaongo ligger 298 meter över havet och antalet invånare är 2 415.
Terrängen runt Nindaongo är platt. Närmaste större samhälle är Bogandé, 13,4 km söder om Nindaongo.
Trakten runt Nindaongo består i huvudsak av gräsmarker. Runt Nindaongo är det ganska glesbefolkat, med 47 invånare per kvadratkilometer.